# Holky z porcelánu
Holky z porcelánu je československá filmová komedie režiséra Juraje Herze z roku 1974. Snímek vznikl podle scénáře Jaromíry Kolárové podle její knihy Inventura u Světlušek. Jedná se o příběh skupiny dívek s energickou vedoucí, které pracují ve skladu porcelánu a prožívají různé pracovní problémy i tragikomické lásky. Vedle populárních herců jako Míla Myslíková, Marie Rosůlková a Jan Hartl, si dívčí role zahrály posluchačky rozmanitých hereckých škol, mezi nimi také Dagmar Veškrnová, která za svou roli byla v roce 1975 oceněna na festivalu pro mladé diváky v Trutnově.

## O filmu
Juraj Herz měl kvůli odvážné filmové tvorbě, která ne vždy odpovídala požadavkům tehdejšího režimu, během své kariéry problémy s cenzurou a politickým tlakem. S nástupem normalizace v sedmdesátých letech 20. století měli režiséři jen několik možností, jak pokračovat ve své činnosti –  akceptovat stopku v práci, točit propagandistické snímky, natočit takzvaný angažovaný film nebo emigrovat. Natočení angažovaného snímku z prostředí dělnické třídy bylo pro Juraje Herze možností, jak se zbavit zákazu filmování, který si vysloužil na začátku normalizace.
Film vznikl roku 1974 podle knihy Inventura u Světlušek spisovatelky Jaromíry Kolárové a natáčel se v bývalé provozovně porcelánky Thun v Klášterci nad Ohří. Ve snímku se objevila řada populárních herců, například Míla Myslíková jako vedoucí skladu, Marie Rosůlková jako důchodkyně Janinka a Karel Smyczek a Jan Hartl v roli  nesmělých nápadníků. Dívčí role si zahrály posluchačky 4. ročníků různých hereckých škol. Nejvíce zaujala Dagmar Veškrnová v roli Dany, za kterou obdržela v roce 1975 na XIII. festivalu pro mladé diváky v Trutnově cenu Malé zlaté slunce. Písničky k filmu složil Petr Hapka a autorem textů je Zdeněk Rytíř.
Ani tento film nebyl bez problémů. Při schvalovacím procesu Herzovi komise vytkla, že z příslušnic dělnické třídy udělal prostitutky, a další spolupráci s Kolárovou mu komunisté zakázali. Nicméně návštěvnost snímku byla výborná, a tak byl režisér vzat na milost a směl nadále točit bezkonfliktní filmy jako  pohádky a komedie.

## Obsah
Nesmělá mladičká Maruška nastoupí jako nová síla do skladu porcelánu. Vedoucí Světla Janíková žádala o mužskou pracovní sílu a když místo chlapa nastoupí Maruška, rozhodne se místo opustit a přejít na kancelářské místo. Když vedení podniku vybere za nového vedoucího skladu Arnošta Jarolíma, paní Světla trvá na předávací inventuře. Předsedou inventurní komise je jmenován pan Rybička, který je hrozný pedant. Předávací inventura značně naruší nejen pracovní režim, ale také soukromý život každé ze skladnic, vedení porcelánky i ostatních členů komise. Dívky chodí do práce i o víkendech, Věra je nucena odložit svatbu, svobodná matka Jířa má problémy s hlídáním své dcerky, Helena zjistí, že atraktivní kytarista Petr je synem jejich vedoucí   a ve skutečnosti je frézařem a potřeštěná Dana tak touží po lásce, až užene plachého instalatéra. Navíc se ukáže, že nový vedoucí Jarolím je bývalým mužem paní Světly, s nímž se rozvedla kvůli jeho nevěře. Světla se nakonec rozhodne, že svou práci neopustí. 

## Obsazení
Kromě populárních herců si ve snímku zahrály i posluchačky hereckých škol.
| Míla Myslíková      | vedoucí skladu Světla Janíková            |
| Marie Rosůlková     | důchodkyně Janinka                        |
| Lenka Kořínková     | dělnice Maruška Koudelková                |
| Marta Rašlová       | skladnice Helena                          |
| Dagmar Veškrnová    | skladnice Dana                            |
| Jelena Šebestová    | skladnice Jířa                            |
| Eva Čeřovská        | skladnice Věra                            |
| Josef Langmiler     | nový vedoucí Arnošt Jarolím               |
| Josef Větrovec      | provozář Šantala                          |
| Mnislav Hofmann     | předseda inventarizační komise Rybička    |
| Jiří Krampol        | Věřin ženich Stáňa                        |
| Karel Smyczek       | člen inventarizační komise Kubík          |
| Jan Hartl           | instalatér Tomášek                        |
| Vladimír Hlavatý    | člen inventarizační komise Ctirad Andrejs |
| Gabriela Wilhelmová | členka inventarizační komise Urbanová     |
| Zdeněk Loveček      | frézař Petr, syn paní Světly              |
| Bohumil Šmída       | pán se psem                               |
| Karel Augusta       | požárník                                  |
| Jiří Mikota         | nadporučík Veřejné bezpečnosti            |
| Edita Dindělová     | instalatérka                              |
| Ladislav Brothánek  | šofér                                     |
| Josef Koza          | železničář                                |